# Pico Birigoyo
Pico Birigoyo is een vulkaan in de Cumbre Vieja-keten in het centrum van het Canarische eiland La Palma.
De sintelkegel is 1807 m hoog. De top is perfect kegelvormig en heeft geen krater. De vulkaan heeft in historische tijden (sinds 1470) nooit erupties gekend.
Het is de meest noordelijk gelegen vulkaan van de keten Cumbre Vieja, op de grens met de Cumbre Nueva.

## Beklimming
De vulkaan ligt aan het noordelijke uiteinde van de Ruta de los Volcanes en is het makkelijkst te bereiken van de Refugio del Pilar (1455 m). Van op de top zijn naar het zuiden de vulkanen van de Cumbre Vieja te zien, en naar het noorden de Caldera de Taburiente.